# Kungsportsavenyen
Avenyn (en español: «Avenida»; oficialmente Kungsportsavenyen, «Avenida de la Puerta del Rey») es el bulevar principal de Gotemburgo, Suecia. Diseñada a mediados del siglo xix como el primer distrito residencial de clase media fuera de los bastiones del centro fortificado de la ciudad, el diseño de la Avenyn se inspiró en calles europeas ceremoniales como la avenida de los Campos Elíseos de París y la Ringstraße de Viena. Su trazado es el resultado de un concurso internacional de urbanismo.
Con una longitud total de casi un kilómetro, se extiende desde el foso en el límite de la parte antigua de Gotemburgo hasta la plaza Götaplatsen, donde se encuentra el Museo de Bellas Artes de Gotemburgo y otras instituciones culturales.
En el foso, conecta con la calle más estrecha Östra Hamngatan, un antiguo canal. La avenida recibe su nombre oficial en honor de la Kungsporten, la «Puerta del Rey» que se encontraba en el punto de las fortificaciones donde termina Östra Hamngatan (véase Kungsportsplatsen). Esta puerta y el resto de las fortificaciones fueron demolidas en el siglo xix y sustituidas con un parque.
Inicialmente una calle residencial para los empresarios ricos de la ciudad, la Avenyn pasa por el Stora Teatern, el teatro y ópera neorrenacentista de 1859, y en la actualidad alberga una importante cantidad de pubs, clubs y restaurantes.